# 波馬班巴山
9°17′33″S 77°22′16″W / 9.29250°S 77.37111°W

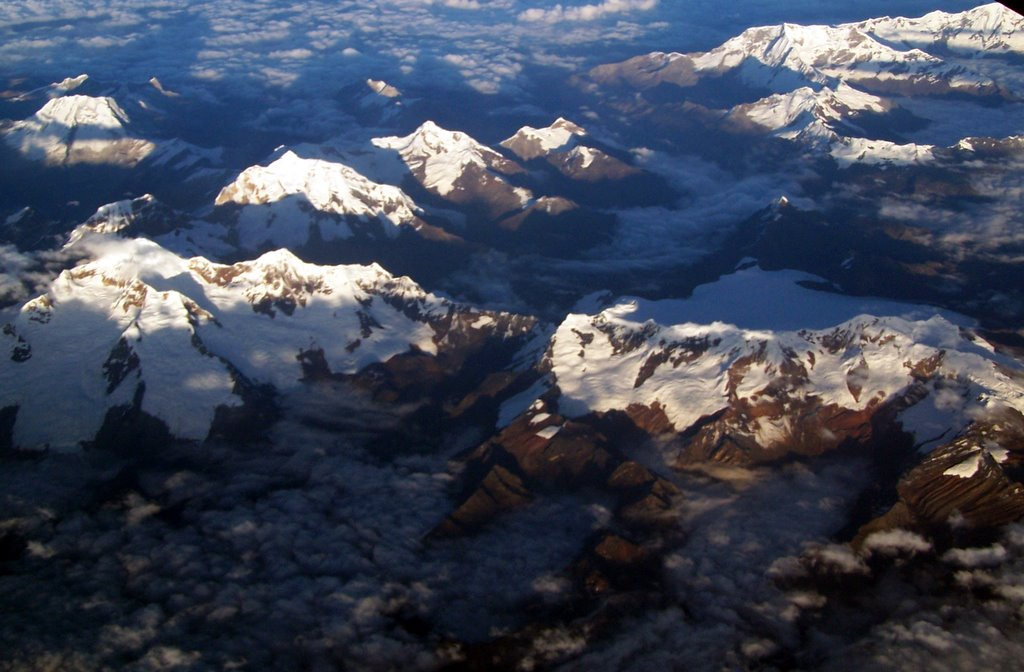

波馬班巴山（Pomabamba），是秘魯的山峰，位於該國北部安卡什大區的阿松森省和卡爾瓦斯省，處於科帕山以西和佩爾利利亞山以東、亞納科查湖和勞里科查湖西南面，屬於安第斯山脈中布蘭卡山脈的一部分，海拔高度約5,300米。